# ゼルダの伝説 ふしぎのぼうし
『ゼルダの伝説 ふしぎのぼうし』（ぜるだのでんせつ ふしぎのぼうし、英題:The Legend of Zelda: The Minish Cap）は、2004年11月4日に任天堂から発売されたゲームボーイアドバンス用アクションアドベンチャーゲーム。略称は「ぼうし」など。ヨーロッパでは同年11月12日、アメリカでは2005年1月10日に発売。
後に他機種向けに配信された（#他機種版）。

## システム
体の縮小化
本作では、主人公リンクの体を縮小させたり元の大きさに戻したりしながら冒険を進めることになる。世界各地にある「エントランス」という場所を通じて体のサイズを切り替えることができる。縮小時にはリンクの姿が小さいドット絵で表示される。
小さくなることで通常は通れない穴や隙間などを移動できるようになり、動物との会話も可能になる。一方、本来の姿の時に渡れる段差や水たまりなどが通過できなくなるほか、一部のアクションが制限される。
カケラあわせ
世界の様々な場所には「しあわせのカケラ」というアイテムがあり、人々から受け取ったり、宝箱の中から見つけたりなどして手に入る。そのうちの2つのカケラを用いて「カケラあわせ」を行うと接合部分がぴったり合わさることがあり、この時、一部の地形が変化したり宝箱が出現したりするなど、世界のどこかで何らかの変化が起きる。
フィギュア
拠点となるハイラルの町にある店舗「ニテンどう」では、カプセルトイのような装置から、ゲーム内に登場する人物や敵などを模したフィギュアを「くじびき」で入手できる。「くじびき」を行う際には、様々な場所で見つかる「ヒミツのかいがら」が必要となる。最低1個あれば「くじびき」が行えるが、「ヒミツのかいがら」を投じた数に比例して未入手のフィギュアが当たる確率が高くなる。フィギュアは全部で136種類あり、物語の進行状況に応じて種類が増えていく。

## 物語
その昔、ハイラルの地が魔物に襲われた時、天から「ピッコル」という小さな種族が現れて黄金の光と一振りの剣をもたらし、人間の勇者がそれらを携えて魔物を封じたという。封印に用いられたピッコルの剣はその後ハイラル王家の元で代々管理され、ピッコルの伝説は後の時代に語り継がれている。
ハイラル王国の城下町では、ピッコルへの感謝を表す一年に一度の祭典「ピッコル祭り」が開催されていた。王国の王女・ゼルダ姫は、その祭りに誘うため、町に住む幼馴染の少年・リンクの家を訪れた。リンクは、祭りの恒例行事である武術大会で優勝者に贈られる剣を祖父から託され、ゼルダ姫とともに町へと向かった。
祭りのひとときを楽しんだのち、二人はハイラル城内へ行き武術大会の表彰式に臨んだ。会場には、大会で優勝した男・グフーが現れた。すると次の瞬間、グフーは強大な魔力を発して城内に安置されていたピッコルの剣を折り、魔物の封印を開放、さらにはゼルダ姫に呪いをかけ石にしてしまう。リンクは姫を守ろうとしたが、為す術もなく跳ね飛ばされ、そのまま気を失う。
目を覚ましたリンクは、ハイラル王のもとへ呼ばれた。王は、ゼルダ姫を元に戻すためにはピッコルの剣の力が必要だと語り、剣の修復のためピッコルたちが暮らす森へ向かうようリンクに依頼する。リンクは、折れたピッコルの剣と祖父が鍛えた剣を手にし、冒険へと旅立った。

## 主な登場人物
リンク (Link)（声：瀧本富士子）
本作の主人公。ゲーム開始時に任意で名前をつけることができる。鍛冶職人スミスの孫。
ゼルダ姫 (Princess Zelda)（声：橘ひかり）
ハイラル王国の王女。リンクの幼馴染。グフーの呪いによって石にされてしまう。
エゼロ (Ezlo)
帽子のような姿をした緑色の生き物。チロリアの森で魔物に襲われていたところをリンクに助けられ、それ以降、リンクと行動を共にする。冒険の中でリンクに対し様々な助言を行う。
グフー (Vaati)
魔物の封印を解き放ち、ゼルダ姫を石化させた男。ハイラルのどこかにあるという黄金の光「フォース」を求めて暗躍する。
以前はエゼロに師事する存在だったが、エゼロが作った持ち主の願いを叶える帽子を盗み、魔人の力を手に入れる。
ピッコル (Minish)
チロリアの森を中心に世界の様々な場所で暮らしている小さな種族。人間たちに喜びを与えることを生きがいとしている。大人にはその姿が見えない。
エゼロとグフーもかつてはピッコルだった。

## 主な地域
ハイラルの町
ハイラル王国の中心都市。多くの人々が生活している。
チロリアの森
町の南東にある深い森。ピッコルたちが暮らしている。
ロンロン牧場
町の東隣にある牧場。牧場主のタロンと一人娘のマロンがいる。
ゴングル山
町の北西にそびえる切り立った山。
タバンタ秘境
町の西に広がる沼地。
風のいせき
タバンタ秘境の奥にある遺跡。
ハイリア湖
町の東に広がる湖。
王家の谷
ハイラル王家の墓地がある渓谷。
セラの滝
町の北東にあるハイラル王国の水源。

## アイテム

### 装備アイテム
スミスの剣
リンクの祖父・スミスが鍛えた剣。王国の武術大会の優勝者に贈られる品。のちにリンクが扱うことになる。
ホワイトソード
各地にあるエレメントを宿すことで分身が可能になる剣。折れたピッコルの剣をピッコルの鍛冶職人・メルタに鍛えてもらうことで完成する。
フォーソード
所有者を4つに分身させる力を持つピッコルの剣。ホワイトソードに4つのエレメントを宿すことで復活する。
小さな盾
ピッコル祭りのさなかにゼルダ姫から贈られる盾。
ミラーシールド
一部の攻撃を跳ね返す効果がある盾。ゴロン族のダイゴロンからゲームクリア後に入手できる。
バクダン
爆発により岩などを破壊できるアイテム。敵への攻撃にも使用できる。
リモコンバクダン
地面に置いた後に任意のタイミングで爆発させることができるバクダン。
ブーメラン
投げた後に手元に戻ってくるアイテム。
マジカルブーメラン
投げた後に一定時間軌道を操作できるブーメラン。
弓矢
矢を放つ弓。
光の弓矢
光をまとった矢を放つ弓。力を溜めることで高威力の攻撃ができる。
魔法のつぼ
様々なものを吸い込んだり吐き出したりできる壺。
パッチのつえ
光弾を放ち、あたったものをひっくり返すことができる杖。
炎のカンテラ
辺りを明るくしたり、燭台に火を灯したりできるアイテム。
モグラグローブ
壁や地面を掘ることができるグローブ。
ペガサスのくつ
履くとダッシュできるようになる靴。
はねマント
短時間、空中を飛ぶことができるマント。
風のオカリナ
演奏するとハイラル各地にある石碑のもとへワープできる楽器。
あきビン
後述のように様々なアイテムを入れておけるビン。

### あきビンに入れるアイテム
青いクスリ
飲むとハート（体力）が10個分回復する。
赤いクスリ
飲むとハートが全回復する。
ロンロンミルク
飲むとハートが5個分回復する。2回に分けて飲める。
妖精
使うとハートを4個分回復する。また、力尽きた時にもハートを4個分回復した状態で復活する。
チロップ
ハイラルの町で販売されている液体。飲むことで様々なものが入手しやすくなる。以下のように、色によって効果が異なる。
（緑：ヒミツのかいがら、赤：ハート、白：しあわせのカケラ、黄：ルピー（お金）、青：各種アイテム、オレンジ：妖精）
ディンのお守り
一定時間、攻撃力が強化される。ハイラルの町に住む少女・ディンからもらえる。。同時に2つ所持することはできない。ディン、ネール、フロルはかけらあわせを行うことで町に住むようになり、3人のうち誰か1人のみを選ぶ必要がある。したがってお守りは1種類のみ手に入れることができる。
ネールのお守り
一定時間、防御力が強化される。ハイラルの町に住む少女・ネールからもらえる。。同時に2つ所持することはできない。ディン、ネール、フロルはかけらあわせを行うことで町に住むようになり、3人のうち誰か1人のみを選ぶ必要がある。したがってお守りは1種類のみ手に入れることができる。
フロルのお守り
一定時間、攻撃力と防御力が少し強化される。ハイラルの町に住む少女・フロルからもらえる。同時に2つ所持することはできない。ディン、ネール、フロルはかけらあわせを行うことで町に住むようになり、3人のうち誰か1人のみを選ぶ必要がある。したがってお守りは1種類のみ手に入れることができる。
水
普通の水。ゴングル山に生える青色の豆の成長を促す効果がある。
ゴングル山の水
ゴングル山で湧いている緑色の水。ゴングル山に生える緑色の豆の成長を促す効果がある。

### その他のアイテム
しあわせのカケラ
世界中に散らばっているかけら。2つがぴったり合わさると、世界のどこかで何かが起きる。
このかけらは、ピッコルたちが人間に幸せをもたらすために作ったものだという。
カケラぶくろ
しあわせのカケラを入れておくための袋。
ヒミツのかいがら
世界のあらゆる場所で手に入る貝殻。ハイラルの町の店舗「ニテンどう」でフィギュアを入手する際に必要。
ニテンどうゴールドメダル
ニテンどうのフィギュアを全て集めた証となるメダル。
グリップリング
崖を登ることができるようになるアイテム。
水かき
水中を泳げるようになるアイテム。
パワーリスト
大きなものを動かせるようになる腕輪。
ハイラルの地図
ハイラル王国の全体地図。リンクの祖父・スミスから受け取る。
トラのまき
剣術師範から教わった剣技（後述）について記載されている巻物。
ハートの器
ハートの上限が1つ増える。
ハートのかけら
4つ集めるとハートの上限が1つ増える。
ふっくらパン / ねじねじパン / さんかくパイ / やまがたパン
ハイラルの町のパン屋で販売されている食品。食べるとハートが1つ分回復する。
折れたピッコルの剣
グフーにより折られてしまった伝説の剣。そのままでは使えない。
ペララの実
食べるとピッコルたちの話す言葉がわかるようになる実。
牧場のカギ
ロンロン牧場の主・タロンの自宅の鍵。
めざましキノコ
強烈なにおいで眠っている人の目を覚ますことができるキノコ。
ドッグフード
ハイラルの町で店を構える道具屋の主人・アイヤーの飼犬用の餌。
動物図鑑 / ピッコル伝説 / お面のすべて
ハイラルの町の図書館から借りられた書物。
墓場のカギ
王家の谷にある墓場の扉を開けるための鍵。
ダンジョンマップ
ダンジョン内部の構造が描かれている地図。
コンパス
ダンジョン内にある宝箱の位置がマップに表示されるようになる方位磁針。
小さなカギ / 大きなカギ
ダンジョン内の扉を開けるための鍵。
大地のエレメント / 炎のエレメント / しずくのエレメント / 風のエレメント
世界各地のダンジョンにある精霊の力の結晶。リンクが持つホワイトソードに宿すことで分身できるようになる。

## 剣技
世界各地にある道場で剣術師範たちから習得できる技。全部で8種類ある。ゲームクリアには必須ではない。
回転斬り
周囲の敵を一度に攻撃できる。テッシンから習得する。
岩くだき
剣で岩や壺を破壊できるようになる。テッシンから習得する。
ダッシュ斬り
剣を突き出した状態でダッシュできる。テッシンから習得する。
回転突き
素早く前転した直後に剣を突き出す。トッシンから習得する。
こんじょうビーム
残りのハートが1個の時に剣先からビームを出せる。ハッシンから習得する。
剣ビーム
ハートが満タンの時に剣先からビームを出せる。クッシンから習得する。
下突き
ジャンプ後に剣を突き下ろす。テッシンから習得する。
大回転斬り
回転斬りを行った後、剣に割り当てられたボタンを連打することでさらに回転斬りを繰り出せる。初代テッシンから習得する。

## ダンジョン
1. 森のほこら (ボス：大チュチュ：緑)
2. 炎のどうくつ (ボス：グリロック)
3. 風のとりで (ボス：オーイス)
4. しずくの神殿 (ボス：大オクタロック)
5. 風の宮殿 (ボス：グヨーグ オス・メス)
6. 闇ハイラル城 (ボス: 魔人グフー)

## 他機種版
ニンテンドー3DS本体の早期購入者を対象とした「アンバサダー・プログラム」として、ニンテンドー3DS用バーチャルコンソールが2011年12月16日より無料配信された。また、2014年4月30日からはWii U用バーチャルコンソールとして配信が開始された。2023年2月9日からは『ゲームボーイアドバンス Nintendo Switch Online』収録ソフトの一つとして配信が開始された。

## スタッフ
本作は、2001年2月27日発売の『ゼルダの伝説 ふしぎの木の実』、2003年3月14日発売の『ゼルダの伝説 神々のトライフォース&4つの剣』に続き、カプコンを中心として開発が行われた。ディレクターの藤林秀麿は、本作発売後に任天堂へ移籍している。
- ディレクター
  - 藤林秀麿（プランナーも兼任）
- プロデューサー
  - 稲船敬二
- 音楽
  - 高野充彦（メインコンポーザー）
  - 近藤浩治（サウンドアドバイス）
- アートワーク
  - 末次治樹
  - 中野祐輔（スーパーバイザー）
- ゼネラルプロデューサー
  - 宮本茂
- エグゼクティブプロデューサー
  - 岩田聡

## 主な受賞・評価
IGN
20th best GBA game
GameSpot
Best of 2005–GBA Game of the Year
GameSpy
Editors' Choice
2005 GBA Game of the Year
2005 GBA Adventure of the Year
Nintendo Power
2005 GBA Game of the Year
24th best game on a Nintendo console

## 漫画
- ゼルダの伝説 ふしぎのぼうし （姫川明 2006年1月27日 小学館 ISBN 4091401163）
  - 物語の展開が本編とは大きく異なっており、最後はグフーを倒すのではなく改心させるという形で終わっている。
  - 巻末にはグフーとエゼロの修行の日々を描いたおまけ4コマ漫画が数点掲載されている。
- ゼルダの伝説 ふしぎのぼうし／夢幻の砂時計 完全版（姫川明 2016年9月28日 ISBN 9784091421494）